# Зооноз
Зооно́з (дав.-гр. ζῷον — тварина, νόσος — хвороба) — інфекційна хвороба тварин. Зоонози — узагальнена назва природно-осередкових інфекцій, тобто таких інфекційних хвороб, які зазвичай поширені у тварин, але здатні іноді передаватися від тварин до людини. Існує близько 200 таких хвороб. Іноді в медичній літературі ті зоонози, які можуть бути передані людині, називають зооантропонозами.

## Загальна характеристика
Зоонози бувають в популяціях диких, синантропних і свійських тварин і можуть в певних ситуаціях становити загрозу для здоров'я людини.
Серед найактивніших джерел та резервуарів зоонозів: хижі ссавці (найчастіше сказ), кажани (сказ), гризуни та комахоїдні (лептоспіроз, туляремія), травоїдні (сибірка). Нерідко зоонози заносяться разом з інвазійними видами. Розвиток епідемій чуми у портових містах різних континентів пов'язаний з численними інвазіями чорних пацюків (переважно з торгових суден).

## Переносники зоонозів
Це можуть бути:
- Протозойні організми;
- Паразитичні грибки;
- Віруси;
- Пріони;
- Бактерії;[1]

## Механізми зараження
Механізми зараження зоонозами:
- контактний, який реалізується прямим чи опосередкованим шляхами;
- трансмісивний;
- фекально-оральний, який реалізується водним та аліментарним шляхами.[2]

## Приклади зоонозів
- Чума;[3]
- Туляремія;[3]
- Сказ;[3]
- Лептоспіроз;[3]
- Сибірка;[3]
- Орнітоз;[3]
- Пташиний грип.

## Контроль зоонозів
Методи профілактики зоонозних захворювань відрізняються для кожного збудника; проте кілька цих методик визнано ефективними для зниження ризику на громадському та особистому рівнях.
Безпечні та адекватні рекомендації щодо догляду за тваринами в сільськогосподарському секторі допомагають зменшити можливість спалахів харчових зоонозних захворювань через такі продукти, як м’ясо, яйця, молочні продукти або навіть деякі овочі. Стандарти щодо чистої питної води та видалення відходів, а також захист поверхневих вод у природному середовищі також є важливими та ефективними.
Просвітницькі кампанії з пропаганди миття рук після контакту з тваринами та інші поведінкові прийоми можуть зменшити поширення зоонозних захворювань у суспільстві, коли вони виникають.
Резистентність до антибактерійних препаратів є ускладнюючим фактором у боротьбі із зоонозами та їхній профілактиці. Використання антибіотиків у тварин, які вирощуються для їжі, є широко поширеним і збільшує потенціал стійких до ліків штамів зоонозних збудників, здатних швидко поширюватися серед тварин і людей.
В Україні контроль за зоонозами ведуть відповідеі санітарні та ветеринарні органи. У зв'язку з участю в зоонозах різних груп тварин в цій системі працюють біологи-зоологи, переважно фахівці у галузі теріології та ентомології.